# Eupithecia kurilensis
Eupithecia breviculata es una especie de polilla de la familia Geometridae. La especie fue descrita por primera vez por Felix Bryk, habiendo sido descrita en 1969, con una amplia distribución en el extremo Oriente ruso, las islas Kuriles y Japón. El holotipo de la especie fue descrita en la isla deshabitada Urup, parte de las islas Kuriles, de donde deriva su nombre. Cuenta con dos subespecies: Eupithecia kurilensis kurilensis y Eupithecia kurilensis mironovi Beljaev, 2002 (de la Península de Kamchatka).

## Descripción
Los especímenes de Kamchatka y Kuriliano del Norte de Rusia tienen marcas en las alas más oscuras o más contrastantes, y son notablemente grandes en comparación con las subespecies nomino-típicas de E. kurilensis que se encuentran en las islas japonesas de Sajalín y Hokkaidō.

## Distribución
La subespecie E. kurilensis mironovi se encuentra con endemismo al este del Extremo Oriente: la península de Kamchatka y las islas Kuriles del Norte. Las subespecies nomino-típicas de E. kurilensis se encuentran al sureste del Lejano Oriente: la isla de Sajalín y las islas Kuriles del Sur y en la isla de Japón Hokkaidō. Se han descrito también en los alrededores del río Shumnaya (en Kamchatka), los volcanes Kikhpinych y Pogranichny, el río Geysernoy (afluente del Shumnaya), el río Zhupanovo, Yélizovo a orillas del río Avacha, en las comunidades locales de Pogranichny y Sosnovka a poca distancia de Petropavlovsk-Kamchatsky y Severo-Kurilsk.